# Gregor Ebner
Pour l’article homonyme, voir Ebner.
Gregor Ebner (1892-1974) est un médecin bavarois membre du parti nazi, et de la SS qui dirigea comme médecin chef le projet Lebensborn.

## Biographie
Ce fils de cafetier bavarois est né à Ichenhausen en 1892. Entre 1914 et 1918, il sert dans l’armée impériale allemande comme assistant des médecins militaires. A l’armistice, il s’enrôle quelques mois dans le corps franc fondé par le Colonel Franz Ritter von Epp (le Freikorps Epp). Une fois son diplôme de Docteur en médecine obtenu en juin 1920, il s’installe comme praticien à Kirchseeon. Il rejoint le NSDAP en 1930, puis est promu Ortsgruppenleiter puis Kreisleiter. Il entre à la SS en 1931. Ebner fut pendant plusieurs années le médecin de famille de Heinrich Himmler.
En 1937, Ebner abandonne la médecine libérale pour rejoindre l’encadrement du projet Lebensborn. Jusqu’à la fin de la guerre, il y occupa les fonctions de médecin-chef et est responsable de la sélection. En 1939, il est promu SS-Oberführer.
Le 10 mars 1948, Ebner est jugé lors du procès du RuSHA pour son affiliation à une entreprise criminelle et est condamné à deux ans et huit mois de prison, en même temps que Max Sollman et Günter Tesch.
Une fois sa peine purgée, il reprend son activité libérale à Kirchseeon et Wolfsratshausen où il meurt en mars 1974, en Haute-Bavière.